# Polnord
Polnord S.A. (do 1988 Generalny Wykonawca Eksportu Budownictwa, od 2023 WWA Development) – polskie przedsiębiorstwo deweloperskie z siedzibą w Warszawie założone w 1977. Spółka prowadziła działalność głównie w Warszawie, Trójmieście, Olsztynie, Szczecinie, Łodzi i Wrocławiu. Jest to przedsiębiorstwo typu holdingowego, realizuje projekty deweloperskie poprzez spółki celowe, które zawiązuje samodzielnie lub z partnerami.

## Historia
W latach 1977–2007 przedsiębiorstwo realizowało inwestycje budowlane w Polsce i poza granicami kraju, głównie na terenie Niemiec. W 1988 przyjęło nazwę Polnord.
W 1993 powstało Wydawnictwo Polnord-Oskar (od 2006 pod nazwą Oskar), którego właścicielem był prezes Polnordu Andrzej Ubertowski, późniejszy współzałożyciel Oficyny Gdańskiej.
W 2005 spółka rozszerzyła działalność deweloperską na rynek rosyjski. Budowała obiekty mieszkalne i biurowo-rekreacyjne w Nowosybirsku, gdzie powstało m.in. centrum biznesowe. Planowała także trzy obiekty w Saratowie, gdzie inwestycja zakończyła się fiaskiem. Właściciel działek przeznaczonych pod budowę, spółka Stroj-Dom Siergieja Kurichina, pożyczyła od Polnordu w latach 2011–2015 blisko 40 mln rubli (z czego 36 mln do 2013), których polskie przedsiębiorstwo musiało dochodzić w miejscowym sądzie, uzyskując wyrok nakazujący spłatę z odsetkami w wysokości 10 mln rubli w 2018, przy czym wartość pożyczonej kwoty w dolarach spadła niemal o połowę w okresie 2013–2018.
Od 2007 podstawowym przedmiotem działalności przedsiębiorstwa jest budowa i sprzedaż nieruchomości mieszkalnych i komercyjnych. W tym samym roku Polnord sprzedał zorganizowaną część przedsiębiorstwa, obejmującą generalne wykonawstwo i od tego momentu koncentruje się wyłącznie na działalności deweloperskiej. W 2012 zaprzestał inwestycji na rynku nieruchomości komercyjnych. W 2014 posiadał największy bank ziemi spośród wszystkich polskich deweloperów, który pozwalał zrealizować prawie 1 mln m² powierzchni mieszkalnej i użytkowej, a także największy wśród polskich deweloperskich spółek giełdowych kapitał własny w wysokości ponad 1 mld zł. Osiągnęło także rekordowy wynik sprzedaży spółki.
W 2020 głównym udziałowcem Polnordu została prywatna deweloperska spółka akcyjna Cordia International z Węgier.
W latach 1999–2021 roku akcje Polnordu notowane były na Giełdzie Papierów Wartościowych w Warszawie, a ich wartość wchodziła w skład indeksu WIG-deweloperzy.
Polnord SA jest członkiem założycielem Polskiego Związku Firm Deweloperskich, który za cel stawia sobie promowanie kodeksu dobrych praktyk w relacji klient–deweloper.

## Nagrody
- Przyjazny deweloper 2014[10]
- Drugie miejsce w konkursie „Najlepsza inwestycja w Warszawie 2014”[10]
- Certyfikat uznania dla firmy wspierającej program Mieszkanie dla Młodych, 2014[10]
- Nagroda dla najlepszego budynku biurowego w konkursie Polska Architektura 2011[10]
- Medal Europejski 2010 w kategorii Deweloper[11]
- Laureat konkursu Ambasador Polskiej Gospodarki[12]
- Pierwsze miejsce w konkursie Orły Polskiego Budownictwa w kategorii usługi deweloperskie[13]
- Nominacja inwestycji Miasteczko Wilanów do nagrody Urban Land Institute[14]